# Paulinenpflege Winnenden
Die Paulinenpflege Winnenden e. V. ist eine evangelische Einrichtung in Winnenden im Rems-Murr-Kreis, die im Aufgabenfeld der Jugend- und Behindertenhilfe tätig ist. Sie ist Mitglied des Diakonischen Werks Württemberg und des Evangelischen Schulwerks.
Mehr als 1400 Mitarbeiter widmen sich der Betreuung und Förderung behinderter und sozial benachteiligter Menschen im Rahmen von mehr als 3800 Maßnahmeplätzen.

## Geschichte

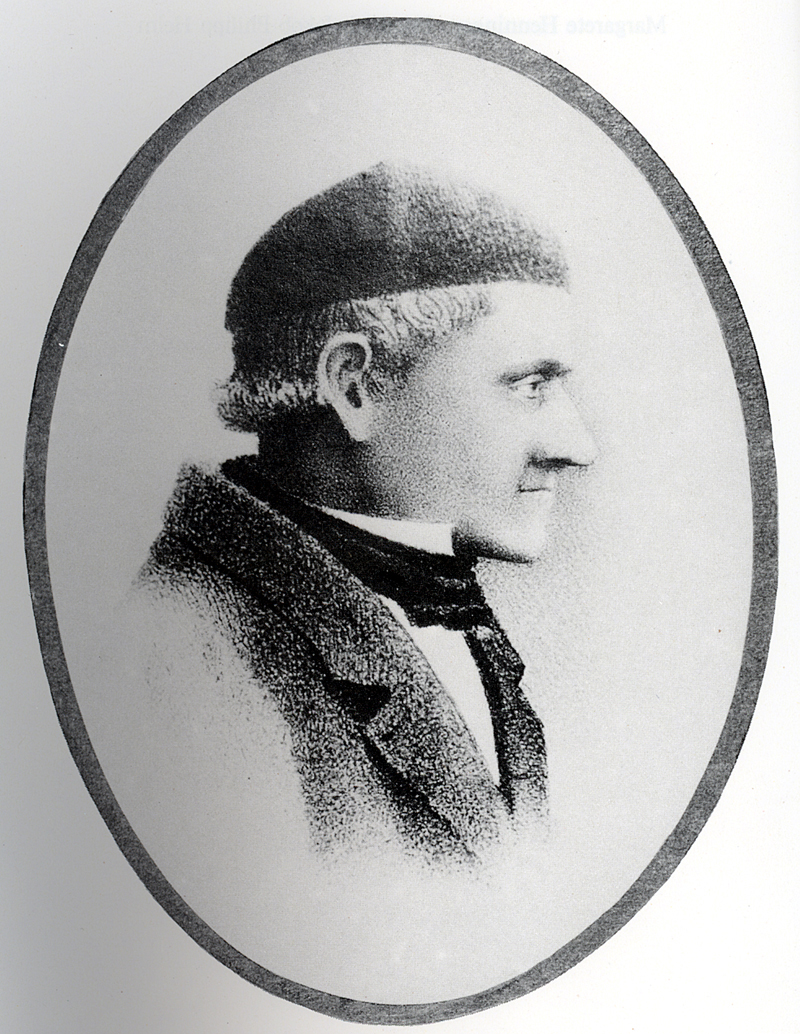
Friedrich Jakob Philipp Heim, Gründer der Paulinenpflege

Die Gründung der Paulinenpflege Winnenden geht zurück auf das Jahr 1823. Initiator war hierbei Pfarrer Friedrich Jakob Philipp Heim, der 1821 Diakon in Winnenden wurde. Zu dieser Zeit herrschte aufgrund der Nachwirkungen der Napoleonischen Kriege und verheerender Missernten große Not in Württemberg. Die Bevölkerung wuchs ständig an, während nur ein gewisser Anteil der jungen Menschen in der Landwirtschaft und den Handwerksberufen eine Existenzgrundlage fand. Viele Kinder mussten sich durch Betteln und Stehlen aushelfen, da es keine sozialen Hilfen gab und die Kassen der Armenstiftungen leer waren.
Mit der Unterstützung König Wilhelms I. und seiner Gattin Königin Pauline, nach der die Einrichtung später benannt wurde, konnte Diakon Heim am 6. August 1823 die Erziehungsanstalt für verwahrloste Kinder eröffnen und damit einen Beitrag zur Rettungshausbewegung der damaligen Zeit leisten. Zentrales Anliegen der Erziehungsanstalt war die Schulbildung der jungen Menschen. Ergänzender Unterricht in hauswirtschaftlichen, handwerklichen und landwirtschaftlichen Tätigkeiten sollte es den jungen Menschen ermöglichen, künftig ihr eigenes Einkommen zu erwirtschaften. Bis 1827 wuchs die Zahl der betreuten Kinder auf 79, zwei davon waren blind, 21 gehörlos.
Ein weiteres Anliegen war die Unterstützung von jungen Menschen, die keine berufliche Tätigkeit fanden. Abhilfe sollte eine Strohhutindustrieanstalt schaffen, die ebenfalls von König Wilhelm I. unterstützt wurde. Diakon Heim übernahm hierbei die Oberaufsicht.
Zunehmende gesundheitliche Leiden ließen Heim, der inzwischen erster Pfarrer in Winnenden war, fortziehen, um die erholsamere Leitung des Dekanats Tuttlingen zu übernehmen.
Die Arbeit von Pfarrer Heim wird bis heute fortgesetzt. Unter den Mitarbeitern finden sich bekannte Pädagogen wie Emma Kretschmer, die in der Zeit von 1917 bis 1929 zunächst mit taubstummen Kindern arbeitete und anschließend die Leitung eines Heims für schulpflichtige Fürsorgekinder in der Paulinenpflege übernahm.

### Zeit des Nationalsozialismus
Am 10. März 1941 wurden sieben Menschen der Paulinenpflege im Zuge der NS-Rassenhygiene nach Hadamar in Hessen gebracht und dort ermordet. Seit Mai 2014 erinnern acht Stolpersteine vor der Hauptverwaltung der Paulinenpflege an sie.

## Gegenwärtige Betreuungsstruktur
Die drei Aufgabenfelder, die Pfarrer Heim etablierte, sind auch in der aktuellen Struktur zu finden.

### Berufsbildung für hör- und sprachbehinderte Menschen
Bereits 1824, ein Jahr nach der Gründung der Paulinenpflege, befanden sich die ersten gehörlosen Kinder in der Obhut von Pfarrer Heim. Auch in der Gegenwart stellt die Betreuung und berufliche Bildung von hör- und sprachbehinderten Menschen einen zentralen Bereich in der Arbeit der Paulinenpflege dar.
In dem 1985 eröffneten Berufsbildungswerk können die Jugendlichen in einem von über 30 Berufen ausgebildet werden, sowohl im praktischen, als auch im berufsschulischen Bereich. Ein berufsvorbereitendes Jahr und die sogenannte Berufsschulstufe bilden Ergänzungsmaßnahmen für die schwächeren Schüler.
Die Schule beim Jakobsweg eröffnet den hör- und sprachgeschädigten Jugendlichen weitere Bildungsangebote. Die Berufsfachschulen für Sozial- und Altenpflege sowie Berufskollegs für Gesundheit und Technik ermöglichen Wege bis hin zum beruflichen Abschluss oder der Fachhochschulreife. Durch das sechsjährige berufliche Gymnasium können Schüler mit und ohne Handicap das Abitur erreichen.

### Jugendhilfeverbund und Bodenwaldschule
Dieser Bereich verschafft Jugendlichen und Kindern in problematischen schulischen oder familiären Situationen verschiedene Unterstützungsangebote.
In der Bodenwaldschule werden die Kinder aus den Wohnangeboten des Jugendhilfeverbundes, sowie externe Schüler, die mit dem öffentlichen Schulsystem nicht zurechtkamen, unterrichtet. Dienstleistungen für Kommunen in den Bereichen der Jugendarbeit, soziale Gruppenarbeit und soziale Trainingskurse für straffällige junge Menschen ergänzen das Angebot.

### Wohnangebote und Werkstätten für behinderte Menschen
Je nach dem Grad der Selbständigkeit ergeben sich verschiedene Wohnungsmöglichkeiten für Menschen mit Behinderung, vom ambulant betreuten Wohnen bis hin zur Wohngruppe.
Die Backnanger Werkstätten, welche 1977 gegründet wurden und seitdem um mehrere Außenstandorte erweitert wurden, bilden das Gegenstück zum Wohnanteil des Pflegeangebots. Sie bieten rund 600 Plätze in den verschiedensten Arbeitsbereichen. Eine Sonderstellung nimmt hierbei der Paulinenhof ein. Der landwirtschaftliche Betrieb bietet 21 Menschen mit Behinderung Wohn- und Arbeitsplatz. In dem dazugehörigen Hofladen werden die eigenen Erzeugnisse verkauft.